# Per-Erik Rundquist
Per-Erik Gunnar Rundquist, född 22 mars 1912 i Stockholm, död 12 december 1986 i Oscars församling i Stockholm, var en svensk författare, manusförfattare, målare och tecknare.

## Biografi
Per-Erik Rundquist var son till direktören Per Rundquist och Signe Gustavsson och gift 1937 med Britta Collste och från 1954 med skådespelaren Irma Christenson och far till skådespelaren Mikael Rundquist. Han studerade i unga år vid Otte Skölds målarskola och genomgick därefter en utbildning vid en reklamkonstskola. Efter utbildningen vid Skölds målarskola gjorde han ett antal studieresor till Spanien, Nordafrika och Kanarieöarna och livnärde sig under resans gång genom sålda målningar. Hans konst består av modellstudier, landskap och skisser som han har utfört till sina böcker, ibland är skisserna förlagor som senare har bearbetats av andra konstnärer före publiceringen. Han var mycket sparsam med utställningar och ställde bara ut på Kanarieöarna och i en ramaffär i Stockholm. Han var senare huvudsakligen verksam som författare.
Rundquist gav ut romaner och noveller om ensamhet, frihet och gemenskap, bland annat Kalla mig Ismael (1950), Generalen (1953), Visst kan delfiner tala! (1966) och diktsamlingen Oss cirkusfolk, oss älskande emellan (1976).
Per-Erik Rundquist är gravsatt i minneslunden på Galärvarvskyrkogården i Stockholm.

## Priser och utmärkelser
- 1949 – Boklotteriets stipendiat
- 1950 – Tidningen Vi:s litteraturpris
- 1954 – Boklotteriets stipendiat
- 1957 – Aftonbladets litteraturpris
- 1958 – Litteraturfrämjandets stora pris
- 1967 – De Nios Stora Pris
- 1974 – Doblougska priset